# 映像クイズ・ア!知ッテレビジョン
『映像クイズ・ア!知ッテレビジョン』（えいぞうクイズ・ア しッテレビジョン）は、1981年10月10日から1983年9月24日までフジテレビ系列局（一部の系列局を除く）で土曜 19:30 - 20:00 → 19:00 - 19:30 (JST) に放送されていたクイズ番組である。司会は高島忠夫が担当。当番組は富士写真フイルム（現・富士フイルムホールディングス）の一社提供。
なお、放送時間移動後は『知ッテレビジョン』、『クイズ!知ッテレQ』として放送された。ここではその両番組についても記す。

## 概要

### 1981年10月10日 - 同年12月19日
- 過去から現在までのニュースやスポーツの決定的瞬間、名場面などニュース映像からクイズを出題。
- 初期においては和田アキ子をパートナー司会に、一般出場者4人の対抗戦としてスタート。
- クイズを出題する際には高島と和田が「知ッテレビジョン、アッ！」という言葉と共に映像が流れた。
- 賞金は100点につき10,000円。
- 優勝した解答者には、解答席の背後のランプが点灯する演出の中で、シンセサイザーを用いたファンファーレが流れ、天井に吊るされていたくす玉が割られて大量の紙吹雪と風船が降ってきた。
- 3か月で応募者不足から視聴者参加をタレントオンリーへ変えざるを得なくなった。

### 1982年1月9日 - 同年3月27日
- レギュラー解答者VSゲスト解答者のチーム対抗戦に形式が変わった。
- 視聴者はどちらのチームが何点差（10 - 90点差、100点差以上）で勝利するまたは引き分けかを予想し、葉書で募集した。
  - 〔0-100〕という結果もこの期間内に存在した。このときも予想的中者がわずかながらいた。

### 1982年4月10日 - 1983年9月24日
- 『知ッテレビジョン』に改題。国内のVTR取材から出題。
- 芸能人解答者5人による個人戦。解答席にはアルファベットで表示されたものになっている。
- 解答者は答えを解答席に取り付けられた筒に入れ、エアシューターを伝って司会者席まで飛ばしていた。
- 正解者はポイントのボールが2個送り返される。ただし、司会者の裁量により1個送られるケースもあった。
- 半年後、三波豊和・鈴木彩子・大橋ひろみ（大橋巨泉の姪）の3人をリポーターに迎え『クイズ!知ッテレQ』と改題しリニューアル。
- 番組最終コーナーは形式が2通り行われている。
  - 『知ッテレビジョン』…エアシューターに飛ばす形式は同じだが最初に正解を早く書いた人にボール4個送り返された。
  - 『クイズ!知ッテレQ』…早押しクイズ。「間違い探しクイズ」または「工場見学クイズ（何を製造しているかを当てる）」で正解した人にボール2個送り返された。
- 優勝者には、放送回にちなんだ賞品を贈呈した。

## 主な出演者

### 司会
- 高島忠夫
- 和田アキ子（映像クイズ・ア!知ッテレビジョン時代）

### 解答者（『クイズ!知ッテレQ』時代）
- 由紀さおり（レギュラー解答者。1枠）
- 明石家さんま（レギュラー解答者。2枠）
- ほか

### ナレーター（『知ッテレビジョン』以降）
- 内海賢二

## スタッフ
- 構成：奥山侊伸、南川泰三、石川雄一郎、秋元康
- プロデューサー：高田明侑
- 演出：青柳弘邦、小畑芳和、浅見則夫、後藤正行

## スポンサーについて
番組スポンサーは、それまで日曜日に放送されていたクイズ番組『いい旅、ときめき本線〜チャレンジ20,000km〜』から移動した富士写真フイルムが一社提供していたが、『クイズ!知ッテレQ』の途中（1983年4月）で同社が撤退し、複数社提供となった。
富士フイルム一社時代には司会者席の背景に富士フイルムのマークが描かれていた。

## ネット局
フジテレビ系列 (FNS)
クロスネット局
- 当時TBS系列とのクロスネット局だった福島テレビでは1983年3月まで同時ネットで放送されていたが<[1]、同年4月にフジテレビ系列へのネットチェンジ（JNN脱退・FNN加盟）に伴う番組改編に伴い打ち切りとなった[2]。
- テレビ山口では、本来の放送時間帯に『オールスター家族対抗歌合戦』を遅れネットで放送していたため月曜 17:00 - 17:30に放送日時を差し替えて放送していた。

系列外局について
青森放送（当時日本テレビ系列・テレビ朝日系列とのクロスネット局）でも一時期土曜日の夕方に放送されていたが、1982年秋に打ち切りされた。岩手放送（現・IBC岩手放送、TBS系列）では、土曜12:30からの放送だった。テレビ高知（TBS系列）でも別枠で放送されたことがある。